# Budyně nad Ohří
Budyně nad Ohří (německy Budin an der Eger) je město v okrese Litoměřice ležící nedaleko řeky Ohře. Samotným městem pak částečně protéká rameno Malá Ohře. Historické jádro města je od roku 1992 městskou památkovou zónou. Ve městě, včetně místních částí, žije přibližně 2 200 obyvatel.

## Název
Název města je odvozen z osobního jména Buda ve významu Budova ves. V historických pramenech se název objevuje ve tvarech: „in Budin“ (1218), „na Budyni“ (1316), Budynye (1336), Budyna (1352–1405), „de Budinye“ (1400) a „držel Budyni“ (1400).

## Historie
Nejstarší známé stopy osídlení v budyňském katastrálním území pocházejí z období neolitu a nacházejí se v místech s pomístním názvem Mileticko jihozápadně od města. Areál města byl později osídlen také v eneolitu a dalších obdobích pravěku. U budyňského nádraží byl prozkoumán hrob bojovníka s koňským postrojem, příslušející bylanské kultuře z doby halštatské, a na náměstí byly odkryty hroby z mladší doby římské. Prostor náměstí a přilehlé Slánské ulice však byl osídlen téměř souvisle od mladší doby bronzové do středověku.

### Raný středověk

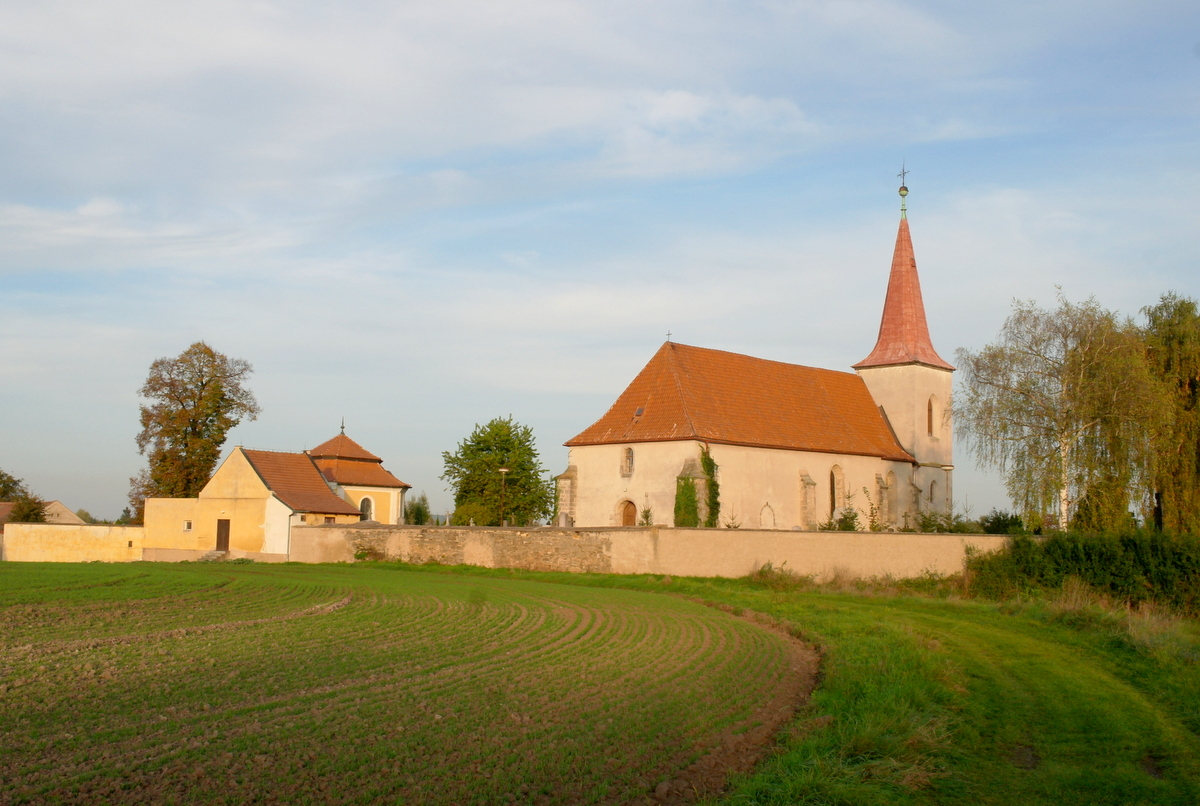
Knížecí dvorec stával nejspíš v okolí kostela Panny Marie Sněžné

V osmém století se na Mileticku (zaniklá středověká vesnice) nacházelo slovanské osídlení. Větší sídliště vzniklo v prostoru okolo náměstí v desátém a jedenáctém století. Osídlení dokládají také dvě částečně prozkoumaná kostrová pohřebiště. Starší z nich (desáté až dvanácté století) se rozkládalo na jižním okraji města v blízkosti novodobého hřbitova. Druhé pohřebiště z jedenáctého až počátku dvanáctého století se nacházelo na návrší Bruska severovýchodně od města. V tamních hrobech bylo mimo jiné nalezeno 37 esovitých záušnic z bronzu a ze stříbra.
V průběhu jedenáctého století byl v Budyni založen knížecí dvorec. Jeho poloha není známá, ale předpokládá se, že stával v místech později vybudovaného kostela Panny Marie Sněžné, kde až do šedesátých let devatenáctého století stávala románská kaple svaté Anny. Ve dvorci mohlo být shromažďováno obilí z blízkých vesnic a zpracovávána železná ruda z okolí Roudníčku. Ke dvorci se zřejmě vztahuje první písemná zmínka o Budyni z roku 1173, která ji uvádí jako nezcizitelný panovnický majetek, jehož výnosy si pro sebe vymínil král Vladislav II., když předal vládu svému synu Bedřichovi. Ve dvorci pobýval také král Přemysl Otakar I., který zde v roce 1218 potvrdil zakládací listinu litoměřické kapituly.

### Vrcholný středověk

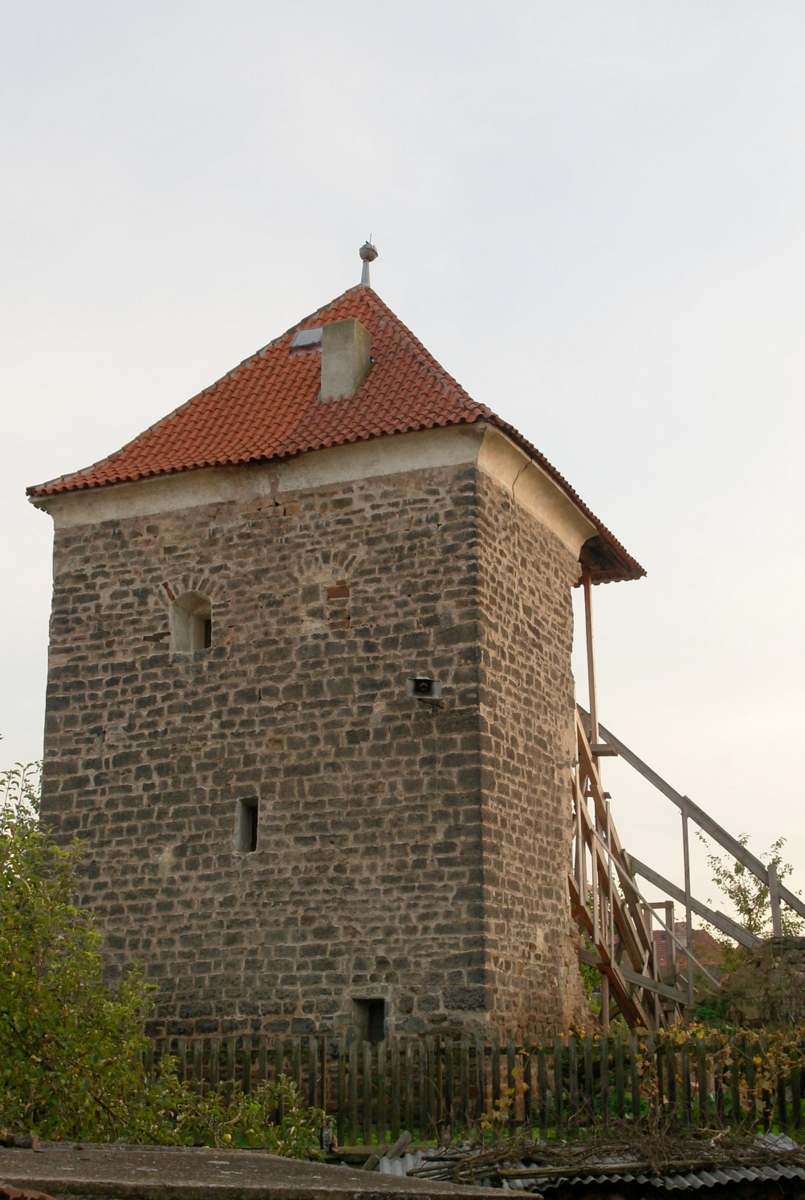
Věž městského opevnění

V letech 1262 a 1267 král Přemysl Otakar II. v Budyni vydal dvě listiny. Předpokládá se, že někdy v té době byl panovníkem založen budyňský hrad. Samotná Budyně tehdy nejspíš byla trhovou vsí, kterou vedla méně významná větev Chlumecké stezky. K povýšení vsi na královské město došlo až za vlády krále Václava II. (někdy v letech 1290–1293). Město bylo zřejmě od počátku opevněné, ale první zmínka o hradbách je až z roku 1376. Držitelem města se brzy stal míšeňský biskup Bernard z Kamence a později Václavova teta, vévodkyně Griffina Haličská. V roce 1310 se u města spojil Jan Lucemburský s oddíly biskupa Jana z Dražic a společně postupovali do českého vnitrozemí. Roku 1316 Budyni obsadili vzbouření šlechtici, kteří podporovali králova odpůrce Jindřicha z Lipé. Panovník tak musel město i hrad s podporou Pražanů oblehnout a dobýt zpět. V roce 1321 král město zastavil Jindřichovi z Waldenburka a Albertovi, purkrabímu z Leisnigu.
K významné změně majitele došlo 21. ledna 1336, kdy Jan Lucemburský vyměnil Budyni se Zbyňkem Zajícem z Valdeka za jeho panství Žebrák. K Budyni tehdy patřily čtyři popluží, vesnice Žabovřesky nad Ohří, Břežany nad Ohří, Písty, Vrbka, Roudníček a další práva. Zajícům z Hazmburka potom Budyně patřila až do roku 1614. V průběhu čtrnáctého století se vrchnost vzdala samostatného hospodaření a panskou půdu rozdělila mezi poddané, kterým stanovila peněžní úrok náhradou za dřívější naturální dávky. Měšťané a obyvatelé blízkých vesnic postupně získali od panovníků nebo od vrchnosti různá privilegia a osvobození od roboty. Od roku 1380 například směli samostatně vypravit dva vozy se zbožím do Žitavy. Naopak od roku 1414 nemuseli poskytovat vrchnosti koně a vozy, vozit dřevo na hrad nebo víno do Prahy. Přesto v městském hospodářství chyběla specializovaná řemesla a hlavní roli mělo zemědělství včetně vinařství.
Půdorys města se dlouho příliš nezměnil, takže lze předpokládat, že středověký počet domů odpovídá popisu uvedeném v berní rule z roku 1654, kdy v samotné Budyni stálo 62 domů a dalších sedmnáct na předměstí. Počet obyvatel se pohyboval v rozmezí 450 až 500 lidí.
Od 24. října 1996 je Budyně městem.

## Obyvatelstvo
|           | 1869  | 1880  | 1890  | 1900  | 1910  | 1921  | 1930  | 1950  | 1961  | 1970  | 1980  | 1991  | 2001  | 2011  | 2021  |
| --------- | ----- | ----- | ----- | ----- | ----- | ----- | ----- | ----- | ----- | ----- | ----- | ----- | ----- | ----- | ----- |
| Obyvatelé | 1 543 | 1 565 | 1 610 | 1 614 | 1 649 | 1 636 | 1 544 | 1 293 | 1 445 | 1 361 | 1 347 | 1 207 | 1 199 | 1 332 | 1 374 |
| Domy      | 241   | 239   | 229   | 230   | 233   | 257   | 303   | 334   | 324   | 326   | 321   | 386   | 389   | 409   | 429   |

### Židovská komunita

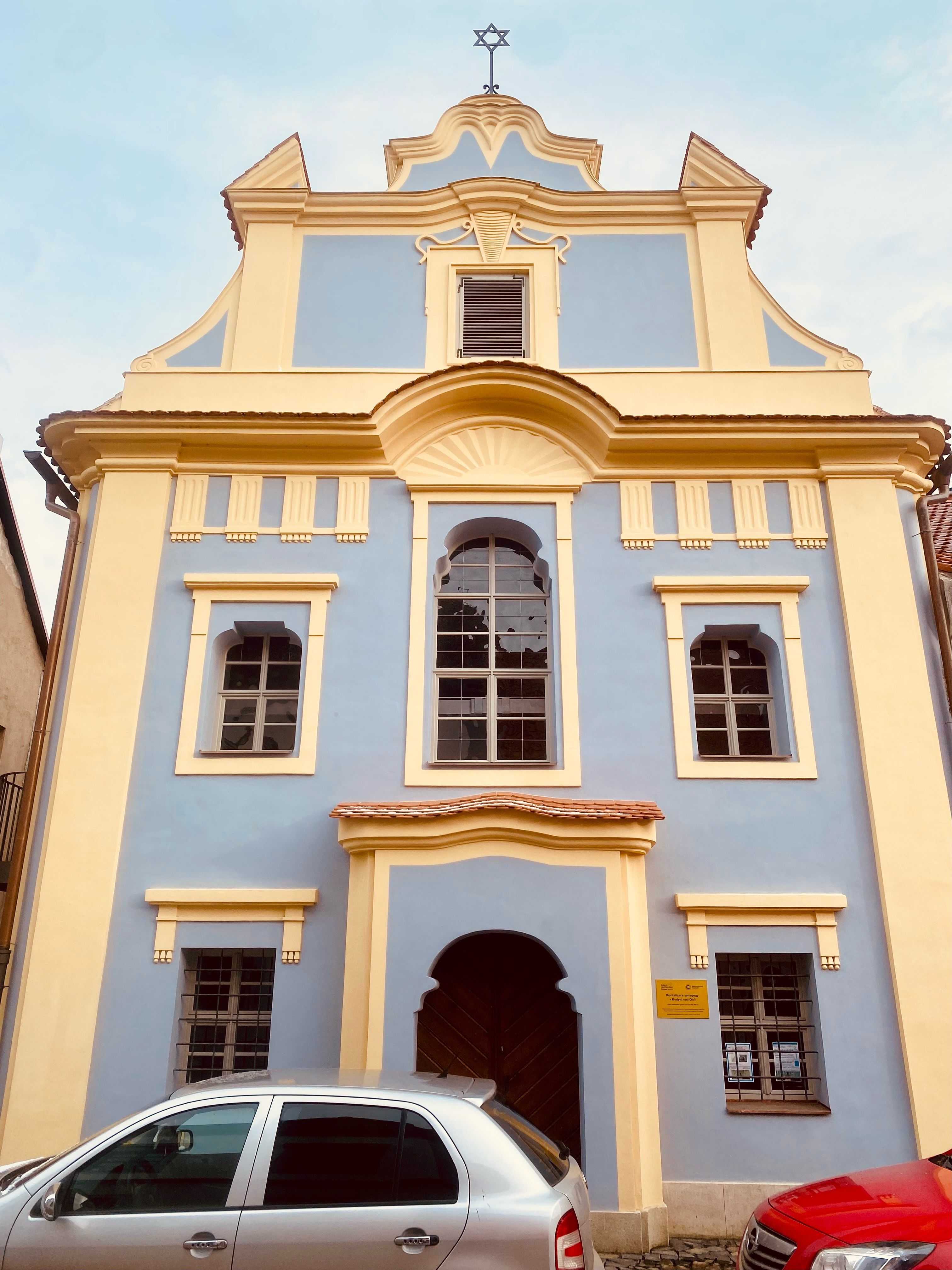
Západní (uliční) fasáda čerstvě zrenovované a zrekonstruované synagogy v Budyni nad Ohří, stav leden 2025.

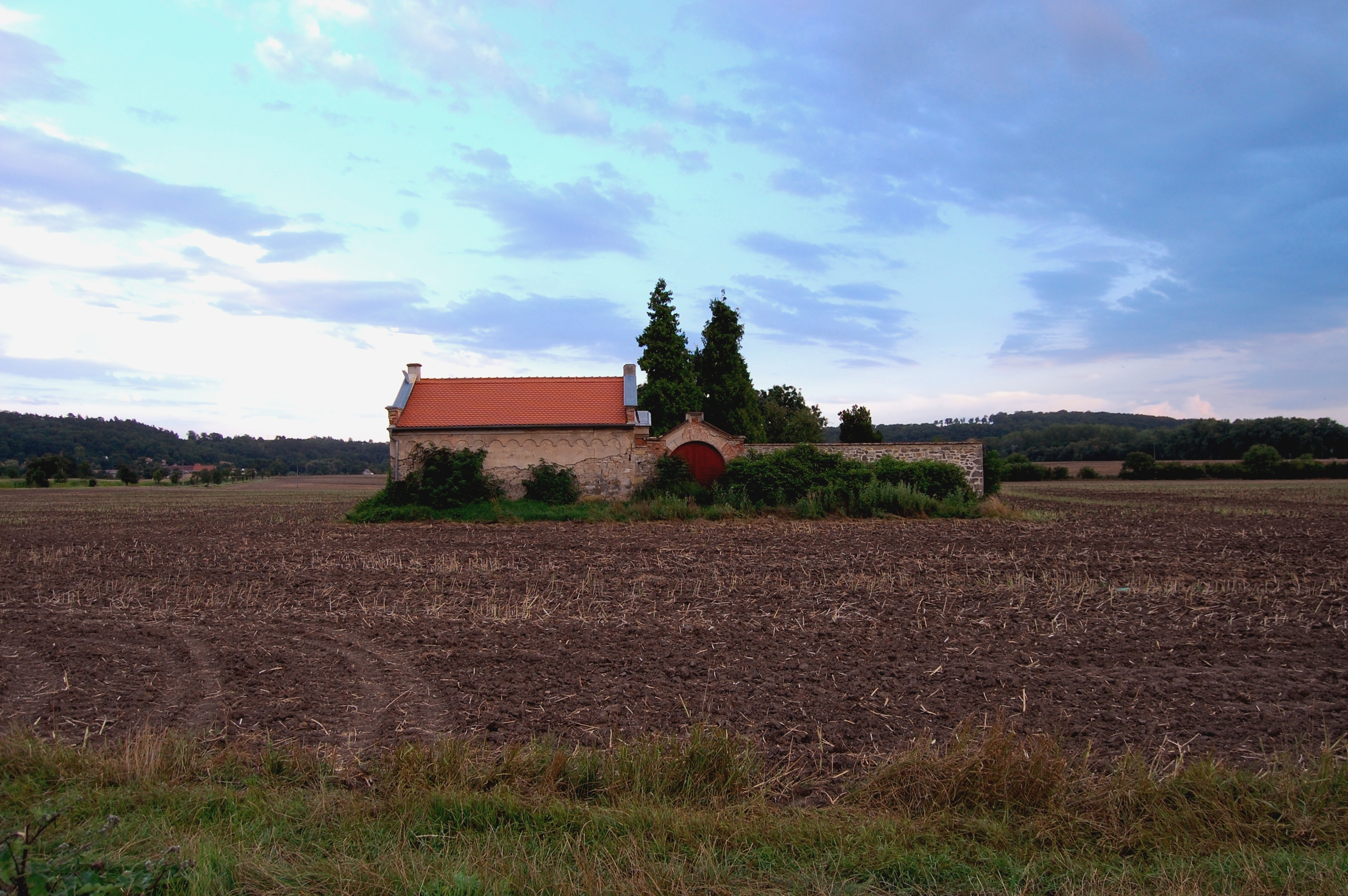
Židovský hřbitov

Nejstarší židovské osídlení Budyně nad Ohří je doloženo od první poloviny 16. století. V roce 1638 čítala místní komunita 11 rodin, v roce 1724 již 22 rodin (104 osob), v roce 1783 celkem 34 rodin, v roce 1880 se jednalo o 113 osob a v roce 1930 (při sčítání lidu) o 39 osob. Ve městě existovalo ghetto, které se nacházelo severně od náměstí. Založeno bylo již v 16. století a dodnes se dochovala část domů v přestavbách. Asi 200 metrů od náměstí se v Ostrovní ulici nachází historická synagoga. Původně dřevěná synagoga byla v první polovině 19. století přestavěna ve zděnou pozdně klasicistní budovu s pozdně rokokovým průčelím. Činná byla do druhé světové války, poté sloužila jako skladiště a v letech 2019 až 2024 prošla celkovou rekonstrukcí. Synagoga je kulturní památkou. Židovské hřbitovy v Budyni existovaly dva. Starý hřbitov se nacházel u městských hradeb při severozápadní baště. V roce 1787 byl uzavřen a postupně zlikvidován. Novější hřbitov se nachází asi kilometr jihovýchodně od centra Budyně uprostřed polí. Pochází z roku 1785, čítá zhruba 200 náhrobků a jeho součástí je novorománská obřadní síň. Hřbitov ohrazuje obvodová zeď a je uzamčen. V roce 2002 započala jeho rekonstrukce.

## Městská správa

### Části města
- Břežany nad Ohří
- Budyně nad Ohří
- Kostelec nad Ohří
- Nížebohy
- Písty
- Roudníček
- Vrbka

### Městské symboly
Vlajka byla městu udělena rozhodnutím předsedy Poslanecké sněmovny Parlamentu České republiky dne 28. listopadu 2000.

## Doprava
Městem vede železniční trať Vraňany–Libochovice, na níž však byla v prosinci roku 2006 zastavena osobní doprava, přestože město usilovalo o její zachování.

## Pamětihodnosti

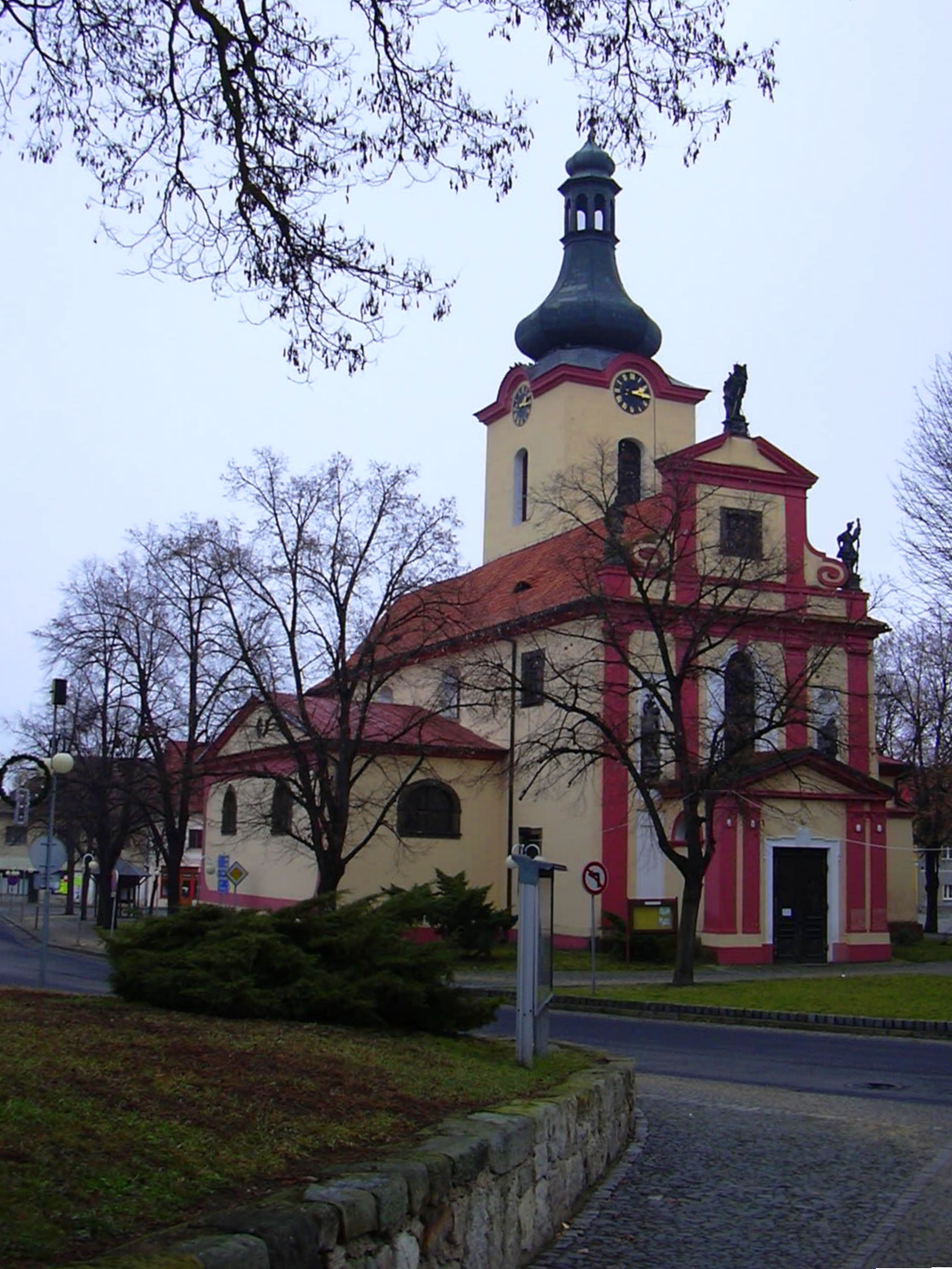
Kostel svatého Václava

- Dominantou západní části města je budyňský zámek, který vznikl renesanční přestavbou hradu ze třináctého století. Dochovala se z něj dvě palácová křídla a část vnějšího opevnění.[21]
- Městské opevnění navazovalo na hradby zámku a dochovalo se jen torzovitě. Jeho nejvýraznějším pozůstatkem je památkově chráněná čtverhranná gotická věž ze čtrnáctého století v severovýchodní části města. Dvoupatrová věž má stanovou střechu a malá střílnovitá okénka. Navazují na ni krátké úseky bývalých hradeb.[22]
- Trojlodní kostel svatého Václava na Mírovém náměstí byl založen ve třináctém století. Dochovaná podoba je výsledkem řady rozšíření a přestaveb.[22]
- Památkově chráněný barokní dům čp. 94 v Děkanské ulici byl postaven v letech 1698–1708 a sloužil jako špitál. Jeho kulisové průčelí člení lizénové rámy. Uprostřed se nachází kamenný portál, po jehož stranách jsou zdvojená okna a dále u krajů dvě klenuté brány.[22]
- Synagoga v Budyni nad Ohří
- Židovský hřbitov v Budyni nad Ohří
- Pomník Tomáše Garrigua Masaryka z roku 1929, znovu odhalený na Masarykově náměstí 16. června 2019

## Osobnosti
- Josef Král (1808–1884), lékař a politik
- Alois Langweil (1814–1893), obchodník a továrník
- Antonín Cífka (1854–1941), podnikatel a politik
- Richard Langweil (1854–1941), podnikatel a politik
- Josef Ort (1856–1902), podvodník
- Václav Plesinger (1860–1937), kartograf, vydavatel a budyňský učitel
- Petr Čech (1944-2022), atlet, reprezentant, trenér mládeže

## Partnerská města
- Hohnstein, Německo